# Martin Helwig

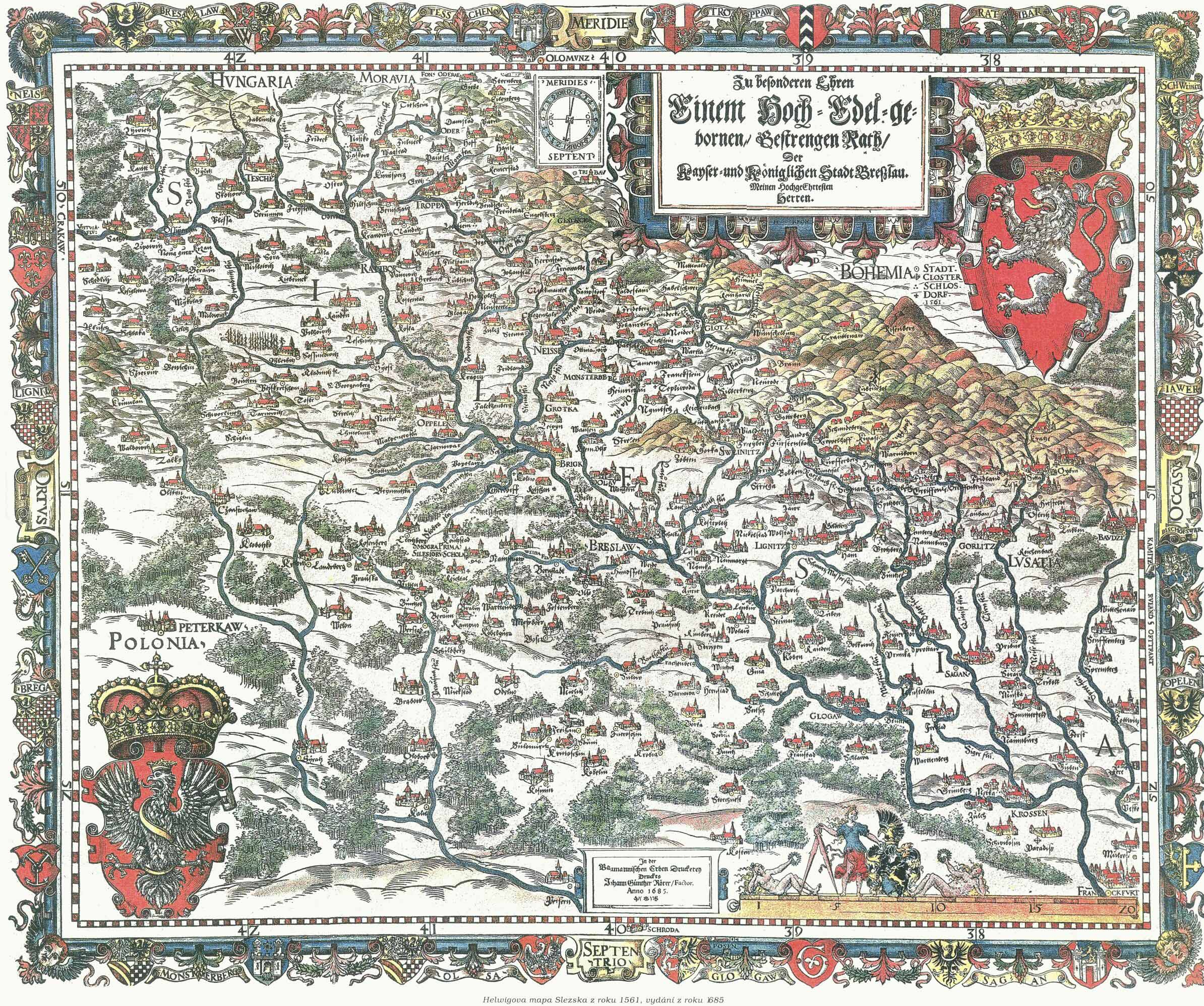
Pierwsza mapa Śląska, Martina Helwiga z 1561 r. (orientacja południowa)

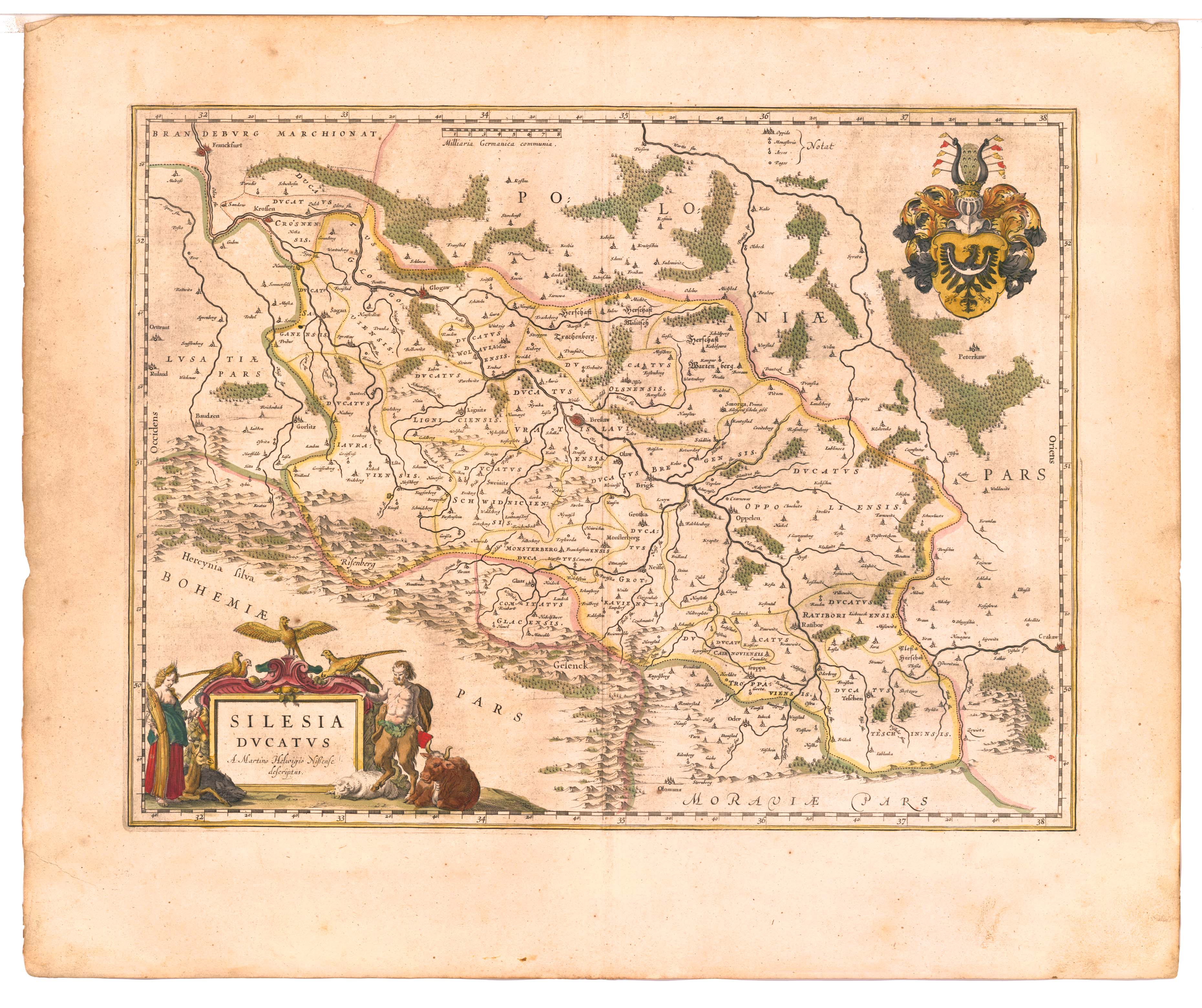
Mapa Śląska wg Martina Helwiga z XVI w.

Martin Helwig [warianty pisowni: Marcin Helwig, Martin Heilwig] (ur. 5 listopada 1516 w Nysie, zm. 26 stycznia 1574 we Wrocławiu) – śląski pedagog i kartograf, autor pierwszej mapy Śląska.

## Życiorys
Ukończył szkoły w Nysie, studiował w Wittenberdze, gdzie uzyskał magisterium, później w 1536 roku na Akademii Krakowskiej. Od roku 1544 pracował w Świdnicy jako kierownik szkoły miejskiej, a od 1552 we Wrocławiu, w Gimnazjum św. Marii Magdaleny również jako jej rektor.

## Dzieła
- mapa starożytnej Italii na potrzeby dydaktyczne[1]
- pierwsza mapa Śląska pt. Tabula geographica, sive Mappa Silesiae, wydana w Nysie w 1561 roku[1], która aż po XVIII wiek była wzorem dla kolejnych wydawnictw
- dzieło Descriptio Silesiae, zaginęło jako rękopis, nie wydane drukiem[1]